# Geo2x
Geo2X est une entreprise suisse spécialisée en géophysique et géologie.
Ses domaines d'activités sont:
- l´acquisition de profils sismiques pour l'industrie pétrolière (vibrosismique et sismique explosive)
- l´acquisition de profils sismiques pour la recherche d'eau (vibrosismique, sismique explosive, sismique haute et très haute résolution.
- l'expertise géophysique (supervision de chantier, élaboration d'appels d'offres...)
- la géotechnique: Geo2X répond aux questions posées par les bureaux de génie civil (VP, VS, profondeur du bedrock, imagerie du sous-sol, présence de cavités...)
- la géologie (sismique, géoradar, ...)
- le Petroleum Exploration & Production Consulting
- les formations (terrain et logiciels)

Geo2X propose également un ensemble de logiciels dédiés à la géophysique :
| Logiciel     | Domaine d'application             |
| ------------ | --------------------------------- |
| VisualSunt   | Traitement de sismique réflexion  |
| Winsism      | Traitement de sismique réfraction |
| WinSev       | Sondage électrique                |
| Win_Downhole | Sismique de puits                 |
| Win_Trace    | Hydrogéologie                     |
| Geo_Tom      | Tomographie                       |